# Salle des Martyrs
La salle des Martyrs est une salle annexe à la crypte de la chapelle des Missions étrangères de Paris qui conserve le plus grand dépôt de reliques des martyrs de la Société des Missions étrangères de Paris.

## Historique

### Origine

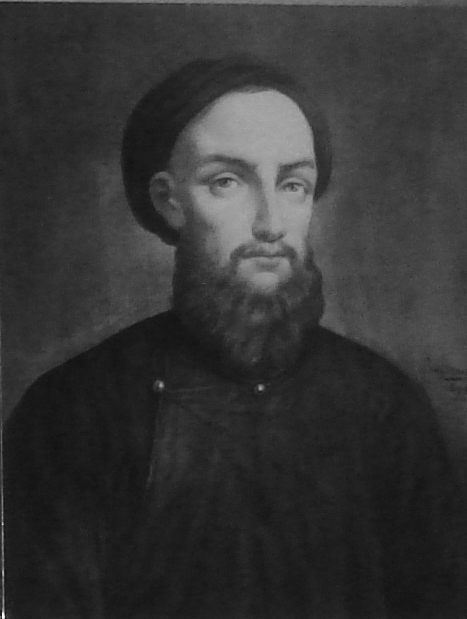
Pierre Borie (1808-1838).

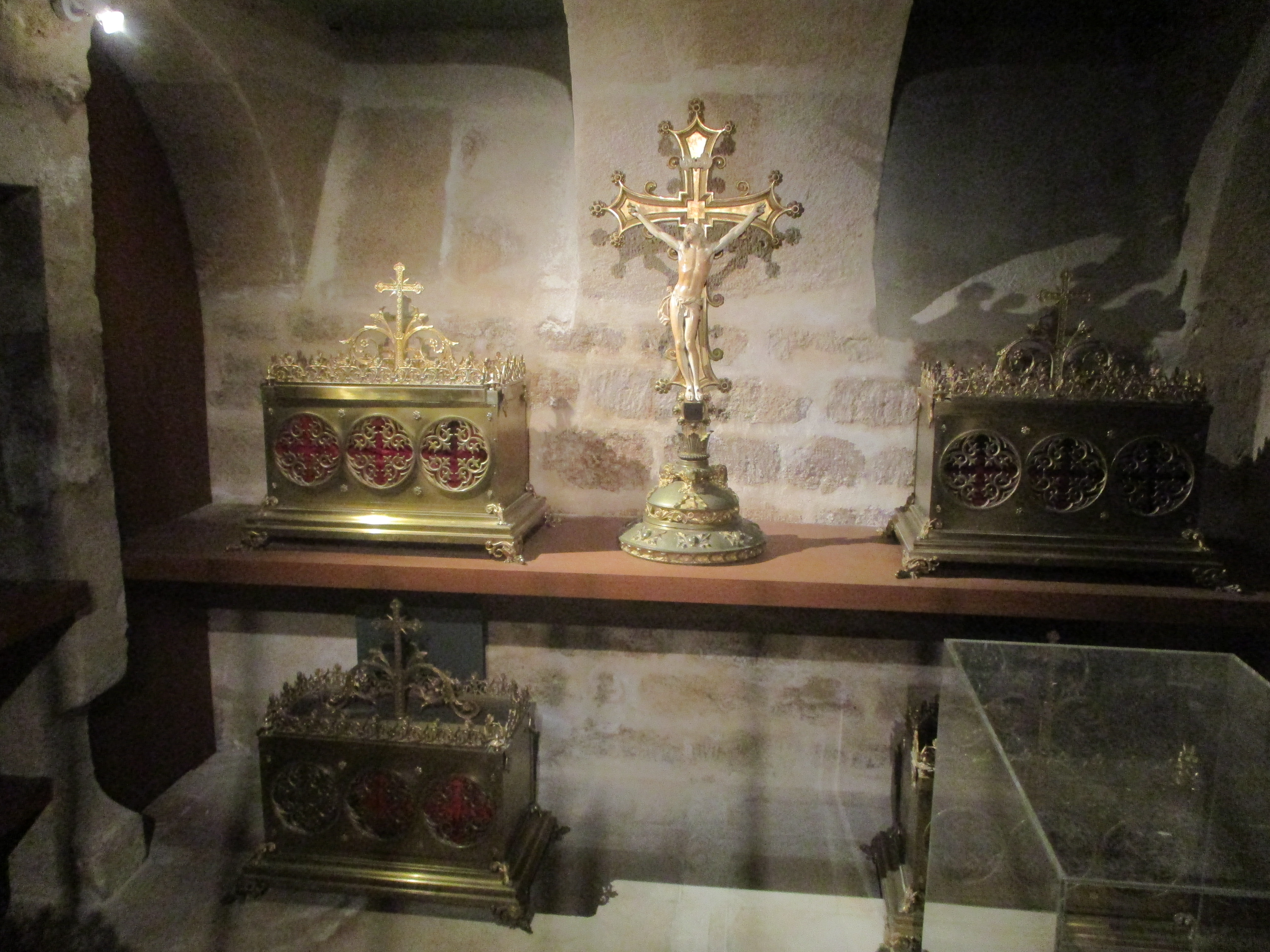
Reliques des martyrs des MEP dans la crypte des Missions étrangères de Paris.

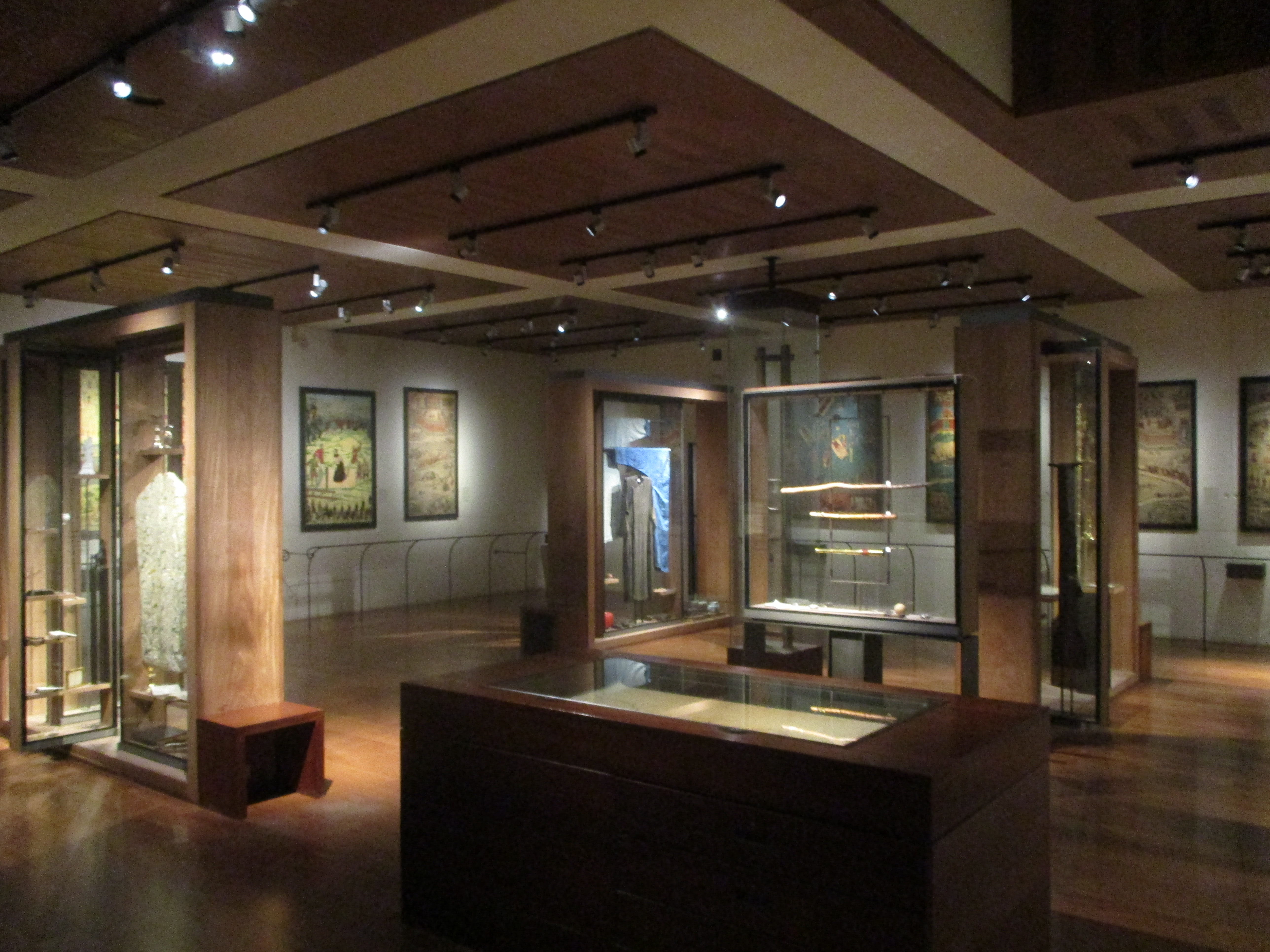
Vue de la salle des Martyrs des MEP.

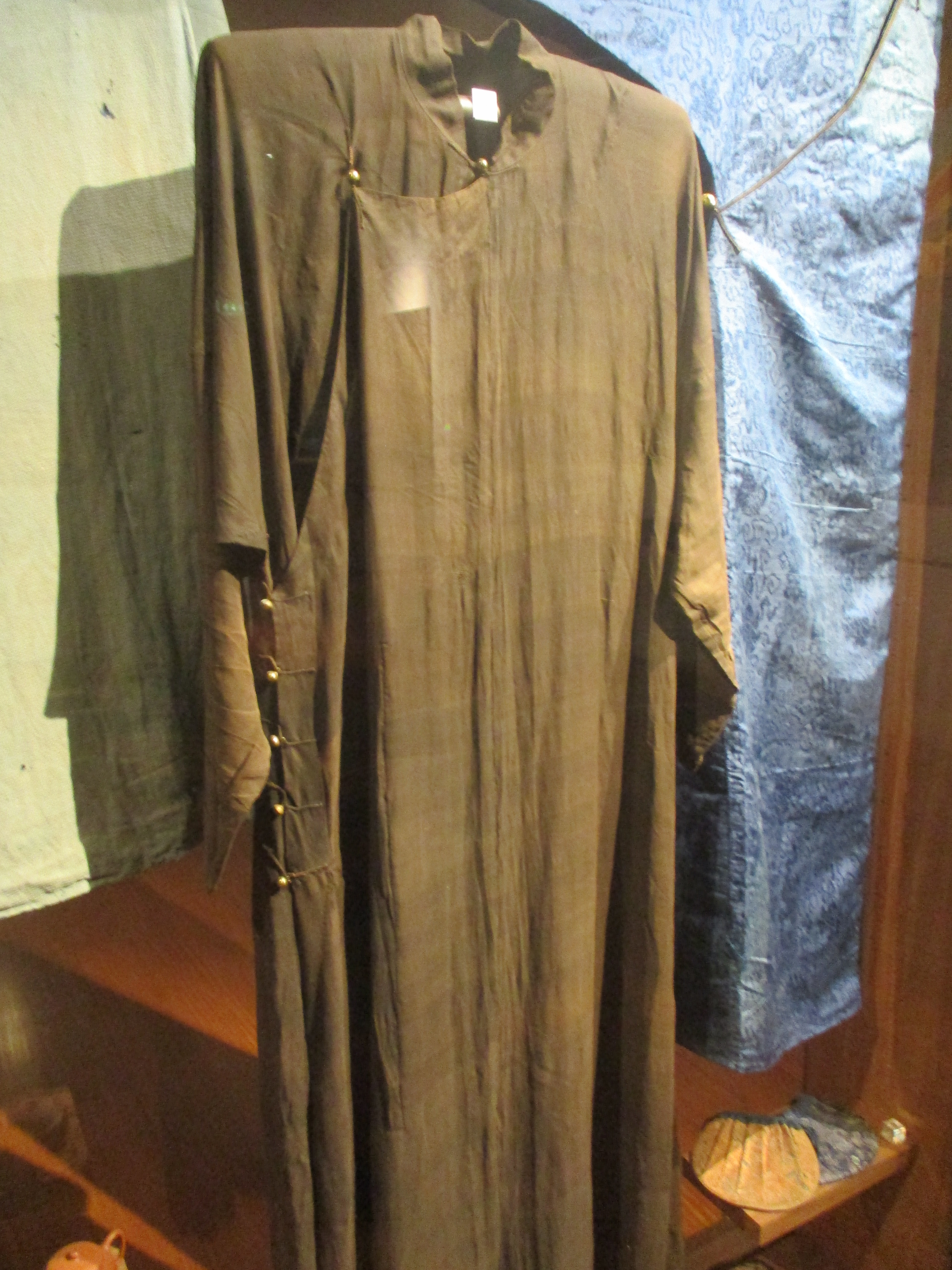
Tunique de saint Théophane Vénard, lorsqu'il fut arrêté.

Le 3 août 1843, Charles-François Langlois, supérieur de la Société des Missions étrangères de Paris, en présence d'Eglée, vicaire général du diocèse de Paris, de cinq médecins, dont Joseph Récamier, et de membres du conseil de la Sacrée Congrégation du Saint-Office (aujourd'hui Dicastère pour la Doctrine de la Foi), ainsi que du frère du martyr, reconnaît officiellement les reliques de saint Pierre Dumoulin-Borie, tué quatre ans plus tôt dans l'actuel Vietnam. C'est là l'origine de la salle des Martyrs, qui deviendra un lieu de dévotion et de prière pour les jeunes missionnaires. Un culte s’instaure autour de la châsse du martyr : on l’a placée dans une chambre à l’étage et l’habitude est prise – qui devient un rite du séminaire – de passer chaque jour un moment à cet endroit. La châsse de Borie n’est pas longtemps isolée : on adresse à Paris les restes d’autres victimes de persécutions au Vietnam et en Chine. L’encombrement des objets dans cette petite pièce à l’étage et l’affluence des visiteurs font qu’en 1867 on déménage au rez-de-chaussée.

### Développement du culte des reliques des martyrs
Les vagues de persécutions en Asie et la vénération des reliques des nouveaux martyrs entraînent de nouveaux changements pour faciliter l'accès d'un plus grand nombre de personnes. Louis Veuillot, qui fait partie des fidèles qui viennent s'y recueillir, décrit ainsi la salle en 1859 :

« Fondé il y a deux siècles, le séminaire des Missions étrangères, fermé par la Révolution, s'est relevé plus florissant. Tertullien disait aux persécuteurs de l’Église naissante : “Le sang des martyrs est une semence de chrétiens !” Ouvrez les yeux : ici ont frappé la flèche du sauvage, le fouet et la hache du mandarin, le couperet du révolutionnaire ; ici ont triomphé la torche et le marteau. Les murs sont rebâtis, le jardin est plein de fleurs, il n'y a point de cellule vide. Deux sources intarissables sont ouvertes ici : l'une est la chapelle, l'humble temple du Dieu vivant où l'on immole tous les jours la victime qui ôte les péchés du monde ; l'autre est la Chambre des Martyrs, où l'on garde les reliques des membres de la communauté qui ont confessé Dieu par la perte de la vie. Là sont les glaives qui les ont frappés, les cangues et les chaînes qu'ils ont portées, les cordes et les fouets qui ont déchiré leur chair, les linges teints de leur sang, quelques restes de leurs haillons, quelques débris de leurs ossements sacrés, qui, probablement, dès ce bas monde, ont tressailli à la vue du Fils de Dieu. Dans tous les cœurs ces trésors ont allumé un feu qui ne s'éteindra pas. »

Les béatifications dans le premier quart du XXe siècle entraînent d’autres modifications ou déplacements : des châsses monumentales ont été confectionnées et on peut toujours les apercevoir de part et d’autre des escaliers menant à la crypte.
Poursuivant son mouvement descendant, la salle des Martyrs est passée aujourd’hui du rez-de-chaussée à un niveau plus bas que celui de la crypte.

## Présentation de la collection

### Tableaux
Sur les murs, dix-sept tableaux reproduisent des scènes de persécution et de martyre, scènes qui parlent aux yeux et font mieux comprendre le sens des nombreuses reliques exposées dans les vitrines.
D'un art plutôt primitif, sans ombres ni perspective à l'occidentale, ils font d'autant plus apparaître l'exactitude des détails et révèlent arrestation, interrogatoire, marche au supplice, exécution, souvent représentés sur la même peinture. La combinaison de costumes aux couleurs exotiques et bizarres et de scènes sanglantes de martyre est étonnante.

### Objets
La cangue levée de Pierre Borie, dont les reliques sont à l'origine de cette salle, sert d'axe central, et vient répondre en écho à la peinture de l'école italienne de la Passion du Christ.
Tout autour, trois grandes arches de bois à vitrines verticales servent de présentoirs à différentes collections d'objets ayant appartenu aux missionnaires ou à leurs bourreaux : chaînes, cordes, couteaux, poignards, ou encore la tunique que portait le P. Vénard lorsqu'il fut arrêté, robes tonkinoises, chinoises et bure tibétaine, mais aussi des étoles, des crosses et des objets de dévotion comme des chapelets ou de petites statues mariales.

### Reliques
La salle des Martyrs et la crypte, dans le prolongement l’une de l’autre, se partagent la mémoire des martyrs : outre les châsses monumentales qui se trouvent dans la salle, plus haut dans la crypte, sous l’impressionnante liste gravée dans la pierre des noms des martyrs des Églises d’Asie, sont disposés des caissons à abattants en bois ; des urnes reliquaires y sont placées à mesure que sont célébrées dans l’année les fêtes des martyrs.